# Операція РЕПО
Опера́ція РЕПО (англ. REPO — repurchase agreement, або repurchasing operations) — фінансова операція, яка складається з двох частин і при якій укладається єдина генеральна угода між учасниками ринку про продаж (купівлю) цінних паперів на певний строк із зобов'язанням зворотного продажу (купівлі) у визначений термін або, на вимогу однієї зі сторін, за заздалегідь обумовленою ціною. За своєю економічною суттю операція РЕПО — це кредитна операція, в якій цінні папери використовуються як забезпечення.